# استیکتیت
استیکتیت  (به انگلیسی: Stichtite) با فرمول شیمیایی Mg6 Cr2 [(OH)16 CO3]. 4H2O از مجموعه کانی هاست و از نام روبرت استیک R.Sticht مدیر یک شرکت معدنی گرفته شده‌است. MgO:۳۶٫۹۸٪ Cr2O۳:۲۳٫۲۴٪ CO۲:۶٫۷۳٪ H2O:۳۳٫۰۵٪ برای اولین بار در آفریقای جنوبی (باربرتون) کشف شد و از نظر شکل بلور: پهن و کوتاه - فلسی، رنگ: بنفش، جلا: شیشه ای، رخ: کامل - مطابق باسطح، سیستم تبلور: تری کلینیک و در رده‌بندی کربنات است و منشأ تشکیل آن ثانوی است.
همایند کانی‌شناسی (پارانژ) آن - کرومیت- سرپانتین است
، از نظر ژیزمان فلسی - توده‌ای - رشته‌ای - پیازی کمیاب است و بیشتر در آفریقای جنوبی، کانادا و تاسمانی یافت می‌شود.